# Accipiter soloensis
L'astore cinese (Accipiter soloensis (Horsfield, 1821)) è un uccello rapace della famiglia degli Accipitridi originario di Siberia orientale, Corea e Cina.

## Descrizione

### Dimensioni
Misura 25–35 cm di lunghezza, per un peso di 106-140 g nei maschi e di 125-204 g nelle femmine; l'apertura alare è di 52–62 cm.

### Aspetto
Il maschio adulto presenta parti superiori, coda compresa, blu-ardesia. Alcuni esemplari hanno il dorso e le copritrici alari di un blu-grigio leggermente più chiaro. La testa e le guance sono di colore grigio chiaro. Le primarie sono più scure. Le parti inferiori sono prevalentemente bianche, anche se presentano tuttavia alcune sottili strisce nere sulla gola. Il ventre e la zona anale sono privi di macchie, ma il petto è delicatamente sfumato o vermicolato di rosa o di color cannella fino ai fianchi. Le cosce sono leggermente tinte o barrate di grigio chiaro. La femmina è piuttosto simile al maschio; tuttavia, presenta parti superiori più tendenti al marrone e petto e fianchi nettamente colorati e vagamente barrati di rossiccio-fulvo. Gli adulti hanno l'iride di colore marrone scuro o rosso scuro e cera e piedi giallo-arancio. I giovani hanno le parti superiori di un marrone scuro discretamente bordato di camoscio e di rossiccio. La testa è più scura, spesso tinta di grigio-ardesia e con un corto sopracciglio bianco che non giunge mai fino alla nuca. La coda è bruno-grigiastra con quattro strette bande fuligginose. Le parti inferiori sono interamente bianco-crema, ma alcune larghe strisce bruno-rossicce marcano il petto, trasformandosi in scaglioni e in barre sull'addome, la zona anale e le cosce. I giovani hanno l'iride grigio-giallastra, la cera verdastra e le zampe di un giallo più chiaro di quelle degli adulti.

### Voce
Al di fuori della stagione di nidificazione, gli astori cinesi sono silenziosi. Diventano effettivamente rumorosi solo durante le parate che hanno luogo prima della costruzione del nido. In quel momento, emettono un kee kee kee particolarmente rude. Quando l'uccello è in stato di ansia, emette sempre lo stesso grido, ma più brevemente. Il maschio che si avvicina al nido con il cibo lancia un grido potente, simile a quello dello sparviere eurasiatico, al quale la femmina risponde con un basso gemito.

## Biologia
Durante la migrazione, gli astori cinesi tendono ad essere molto gregari e spesso giungono nei terreni di nidificazione in gran numero. Rimangono in gruppi sparsi anche durante la formazione delle coppie. Negli altri periodi dell'anno, tuttavia, vivono da soli o in coppia. Al ritorno dalla migrazione, i maschi molestano le femmine, inseguendole senza tregua e formando piccole bande che possono comprendere fino a 7 individui. Le parate aeree hanno luogo quasi esclusivamente nella seconda metà di maggio, poco prima della costruzione del nido. Queste parate comprendono dei voli circolari a grande altezza da soli o in coppia, effettuati alternando forti battiti d'ala e planate. Gli astori eseguono anche voli ondulati a forma di montagne russe, durante i quali effettuano picchiate di oltre 30 metri.
Quasi tutti gli astori della Cina sono migratori. Iniziano i loro spostamenti verso sud tra la fine di agosto e il mese di ottobre e fanno ritorno nei loro terreni di nidificazione solamente tra il mese di marzo e la metà di maggio. Durante il loro lungo viaggio verso sud, gli astori della Cina seguono due rotte completamente diverse. La rotta principale parte dalla Corea, corre lungo l'arcipelago Nansei, attraversa Taiwan e le Filippine e termina a Sulawesi, in particolare nella sua penisola settentrionale, costeggiando ad ovest le Molucche. La seconda rotta ha inizio nella Cina sud-orientale, attraversa l'Indocina, costeggia l'arcipelago delle Andamane e delle Nicobare e raggiunge Sumatra, Giava e Bali. Da qui prosegue senza dubbio verso le Piccole Isole della Sonda fino a Flores e Timor. Queste migrazioni autunnali coinvolgono sicuramente diverse migliaia di esemplari.

### Alimentazione
Gli astori cinesi si nutrono di rane, di insetti di grossa taglia, di lucertole e di qualche piccolo uccello. Anche piccoli mammiferi, piccoli pesci e gamberi entrano talvolta a far parte del menu. Durante il periodo di riproduzione, le rane costituiscono la parte principale della dieta, al punto che in alcune zone della Corea esse costituiscono quasi l'unica voce del loro menu. Durante il periodo invernale, insetti (vale a dire cavallette, libellule e coleotteri) e piccoli passeriformi costituiscono una risorsa molto importante nei terreni di migrazione. Solo pochi animali vengono catturati a terra. Gli astori cacciano infatti alla posta a partire da posatoi situati in luoghi più o meno aperti. Braccano anche le loro prede in volo, planando a bassa altezza o effettuando dei voli circolari al di sopra delle zone umide o dei terreni aperti che costituiscono il loro territorio. Talvolta praticano anche il volo stazionario.

### Riproduzione
In Corea, la stagione riproduttiva è condensata in un breve periodo: gli uccelli arrivano nei terreni di nidificazione agli inizi di maggio, le parate nuziali hanno luogo alla fine di maggio, la costruzione del nido ha inizio nei primi di giugno e la deposizione delle uova ha luogo alla metà dello stesso mese. La schiusa avviene nei primi giorni di luglio e i giovani prendono il volo durante il mese di agosto. Nel sud-est della Cina, l'intero processo avviene leggermente prima. Il nido è una fragile costruzione di ramoscelli che misura 35-43 centimetri di diametro e circa 13 centimetri di profondità. È rivestito con foglie verdi e pezzi di corteccia. È situato a 6-15 metri di altezza dal suolo alla biforcazione di un ramo esterno. L'albero che ospita il nido sovrasta spesso un terreno aperto umido. La covata comprende abitualmente 3 o 4 uova, il cui tempo di incubazione non è noto con precisione. Si stima che i giovani astori lascino il nido nel giro di circa 22 giorni.

## Distribuzione e habitat
Gli astori cinesi frequentano le foreste aperte, le zone boschive e le piantagioni. Vivono anche nelle boscaglie e nei giardini. Apprezzano in particolar modo i luoghi nelle vicinanze di paludi, acquitrini e campi di riso. Si trovano principalmente nelle regioni pianeggianti e nelle zone di collina. Gli astori cinesi vivono dal livello del mare fino a 1500 metri di altitudine, ma si incontrano prevalentemente al di sotto dei 1200 metri.
Gli astori cinesi nidificano nell'Asia orientale, ma i confini della loro area di nidificazione non sono chiaramente conosciuti. Quest'ultima si estende senza dubbio dal sud dell'Ussuri, dalla Manciuria e dalla Corea fino al sud-est della Cina (confine orientale dello Yunnan, confine meridionale del Guangxi e del Guangdong). È possibile che essa si estenda a nord della Manciuria, vale a dire in Siberia orientale, e forse anche in Giappone. Gli astori della Cina trascorrono l'inverno dall'estremità meridionale della loro area di nidificazione (Fujian, Guangdong) fino all'Indonesia e alle Molucche.

## Conservazione
Gli uccelli che svernano nelle Filippine e a Sulawesi sono molto numerosi, mentre quelli che soggiornano durante questo periodo in Thailandia, nella penisola malese e nelle isole della Sonda sono più scarsi. Si stima che il numero degli uccelli che migrano sia superiore a 10.000, di cui oltre il 50% è costituito da esemplari adulti. È quindi probabile che l'effettivo totale di questa specie sia costituito da un numero a cinque cifre. Dal momento che l'area di nidificazione è stata stimata in circa 2 milioni di chilometri quadrati, questa specie non è considerata in serio pericolo.